# Iguatu (Paraná)
Iguatu ist ein brasilianisches Munizip im Westen des Bundesstaats Paraná. Es hat 2144 Einwohner (2022), die sich Iguatuenser nennen. Seine Fläche beträgt 107 km². Es liegt 552 Meter über dem Meeresspiegel.

## Etymologie
Zu Beginn der Besiedlung 1958 wurde der Ort zunächst  Gleba Nr. 9 dann Jaborandi genannt. Der Name Iguatu stammt aus dem Tupi-Guarani. Er bedeutet Gutes Wasser. Die Idee dazu hatten die Siedler der Gemeinde vor allem wegen der guten Wasserqualität und weil der Name an Rio Bom erinnert, eine Gemeinde im Norden von Paraná, aus dem die meisten Siedler eingewandert sind.

## Geschichte

### Besiedlung
Die ersten Familien ließen sich in den frühen 1960er Jahren in der Region nieder. Die erste Kirche von Iguatu wurde auf dem Grundstück von Astrogecildo Teixeira da Silva erbaut, wo die erste Messe gefeiert wurde und wo sich die Gemeinde zu Gottesdiensten versammelte. Die Kirche im Stadtgebiet wurde 1971 aus Holz erbaut. Heute ist sie einem neuen, gemauerten Gebäude gewichen.
Iguatu ist eine der wenigen Städte der Region, die vor der Aufteilung geplant wurde. Beim Verkauf der Grundstücke verpflichteten sich die Käufer vertraglich zur Einhaltung bestimmter Auflagen. Pflicht war unter anderem, nur Gebäude aus Mauerwerk mit Marquise und Platibanda (hochgezogene Fassadenmauer, die den Blick auf das Dach verbirgt) zur Straße hin zu errichten. Es wurde auch eine Mindestfläche für den Bau festgelegt. Die Haustüren mussten aus Metall sein. Andererseits könnten diese Anforderungen ein schnelleres Wachstum der Stadt behindert haben. Denn die Kosten waren höher als für Holzkonstruktionen, für die damals reichlich Rohmaterial zur Verfügung stand. Das ideale Stadtmodell für die Kolonisatoren war eine kleine Stadt, die den nötigen Komfort bot, um gut zu leben.

### Erhebung zum Munizip
Iguatu wurde durch das Staatsgesetz Nr. 9.276 vom 28. Mai 1990 aus Corbélia ausgegliedert und in den Rang eines Munizips erhoben. Es wurde am 1. Januar 1993 als Munizip installiert.

## Geografie

### Fläche und Lage
Iguatu liegt auf dem Terceiro Planalto Paranaense (der Dritten oder Guarapuava-Hochebene von Paraná). Seine Fläche beträgt 107 km². Es liegt auf einer Höhe von 552 Metern.

### Vegetation
Das Biom von Iguatu ist Mata Atlântica.

### Klima
Das Klima ist gemäßigt warm. Es werden hohe Niederschlagsmengen verzeichnet (1768 mm pro Jahr). Im Jahresdurchschnitt liegt die Temperatur bei 20,6 °C. Die Klimaklassifikation nach Köppen und Geiger lautet Cfa.

### Gewässer
Iguatu liegt im Einzugsgebiet des Rio Piquiri, der das Munizip im Norden begrenzt. Sein linker Nebenfluss Rio Sapucaia bildet die westliche Grenze des Munizips. Der Córrego Taquaruçu fließt entlang der Ostgrenze nach Norden zum Piquiri.

### Straßen
Iguatu ist über die PR-474 mit Braganey im Süden und mit Anahy im Norden verbunden.

### Nachbarmunizipien
| Anahy    | Ubiratã                                     |  |
|          | Kompassrose, die auf Nachbargemeinden zeigt |  |
| Corbélia | Braganey                                    |  |

## Stadtverwaltung
Bürgermeister: Vlademir Antonio Barella, PSD (2021–2024)
Vizebürgermeister: Francisco Santos Gandra, PP (2021–2024)

## Demografie

### Bevölkerungsentwicklung
| Jahr | Einwohner | Stadt | Land |
| ---- | --------- | ----- | ---- |
| 2000 | 2.255     | 54 %  | 46 % |
| 2010 | 2.234     | 64 %  | 36 % |
| 2022 | 2.144     |       |      |

Quelle: IBGE, bis 2010: Volkszählungen und Volkszählung 2022

### Ethnische Zusammensetzung
| Gruppe * | 2000    | 2010    | wer sich als …                                                                   |
| --- | ------- | ------- | -------------------------------------------------------------------------------- |
| Weiße | 71,0 %  | 52,9 %  | weiß bezeichnet                                                                  |
| Schwarze | 5,4 %   | 2,1 %   | schwarz bezeichnet                                                               |
| Gelbe | 0,0 %   | 0,8 %   | von fernöstlicher Herkunft wie japanisch, chinesisch, koreanisch etc. bezeichnet |
| Braune | 23,1 %  | 44,1 %  | braun oder als Mischung aus mehreren Gruppen bezeichnet                          |
| Indigene | 0,0 %   | 0,2 %   | Ureinwohner oder Indio bezeichnet                                                |
| ohne Angabe | 0,5 %   | 0,0 %   |                                                                                  |
| Gesamt | 100,0 % | 100,0 % |                                                                                  |
| *) Anmerkung: Das IBGE verwendet für Volkszählungen ausschließlich diese fünf Gruppen. Es verzichtet bewusst auf Erläuterungen. Die Zugehörigkeit wird vom Einwohner selbst festgelegt. |         |         |                                                                                  |

Quelle: IBGE (Stand: 1991, 2000 und 2010)

## Wirtschaft

### Kennzahlen
Mit einem Bruttoinlandsprodukt pro Einwohner von 27.853,40 R$ (rund 6.200 €) lag Iguatu 2019 an 211. Stelle der 399 Munizipien Paranás.
Sein hoher Index der menschlichen Entwicklung von 0,703 (2010) setzte es auf den 220. Platz der paranaischen Munizipien.